# Campeonato Europeo de Remo de 1938
El XXXVIII Campeonato Europeo de Remo se celebró en Milán (Italia) en 1938 bajo la organización de la Federación Internacional de Sociedades de Remo (FISA). 
En total se disputaron siete pruebas diferentes, todas ellas en la categoría masculina.

## Medallero
| Núm. | País      | Oro | Plata | Bronce | Total |
| ---- | --------- | --- | ----- | ------ | ----- |
| 1    | Alemania  | 3   | 2     | 0      | 5     |
| 2    | Italia    | 2   | 3     | 1      | 6     |
| 3    | Suiza     | 1   | 0     | 1      | 2     |
| 4    | Austria   | 1   | 0     | 0      | 1     |
| 5    | Hungría   | 0   | 1     | 1      | 2     |
| 6    | Polonia   | 0   | 1     | 0      | 1     |
| 7    | Dinamarca | 0   | 0     | 3      | 3     |
| 8    | Bélgica   | 0   | 0     | 1      | 1     |
|      | TOTAL     | 7   | 7     | 7      | 21    |